# The Slovenia Times
The Slovenia Times är en engelskspråkig slovensk tidskrift baserad i Ljubljana. Tidningen ges ut en gång i månaden och har även en nyhetswebbplats som 2021 hade besökare från 199 olika länder. Första utgåvan gavs ut 2003.